# Roger Cornforth
Roger George Warcup Cornforth (Mosman, 19 gennaio 1919 – Mosman, 19 marzo 1976) è stato un pallanuotista e rugbista a 15 australiano.
Era il fratello di John Cornforth, che condivise il Premio Nobel per la Chimica nel 1975 con il chimico svizzero Vladimir Prelog.
Fu capitano della North Sydney Boys High School nel 1935.
Ha rappresentato l'Australia nel Rugby Union nel 1947 e 1949 contro la Nuova Zelanda e nel 1950 contro i British Lions, facendo coppia con Rex Mossop in seconda fila.
Era anche un giocatore di pallanuoto, dove ha rappresentato l'Australia alle Olimpiadi estive del 1948.